# Inside Job (série télévisée d'animation)
Pour les articles homonymes, voir Inside Job (homonymie).
Inside Job ou Métro, complots, dodo au Québec (Inside Job), est une série d’animation américaine créée par Shion Takeuchi et mise en ligne le 22 octobre 2021 sur Netflix. Il s’agit de la première série d’animation pour adultes produite en interne aux studios Netflix Animation,.
Alex Hirsch, créateur de la série d’animation Souvenirs de Gravity Falls, est coproducteur délégué et coscénariste de la série,.
Malgré une première annonce de renouvellement, la série est finalement annulée par Netflix en janvier 2023,.

## Synopsis
Dans cette comédie qui se déroule dans une organisation de "Gouvernement de l’ombre (en)", Cognito, Inc. aux États-Unis, toutes les théories du complot sont réelles et une femme, Reagan Ridley, essaie de garder leurs activités à l'abri des regards indiscrets,. La série suit une génie de la technologie et son partenaire qui essaient de découvrir les secrets sur le monde qui sont « cachés dans l'ombre » alors qu'elle travaille dans un endroit rempli de reptiliens et de champignons hallucinogènes,,.

## Personnages
Reagan Ridley : ingénieure en robotique brillante mais socialement maladroite et travaillant à l'un des postes clé de Cognito Inc. Elle pense que l'entreprise peut être améliorée et cherche à être promue au poste de PDG. Elle entretient une relation compliquée et souvent conflictuelle avec son père qui est l'ancien patron.
Brett Hand : yes-man de Washington à l'apparence d'un playboy ultra populaire et superficiel, mais qui cache en réalité une personnalité sensible et attentionnée. Il s'efforce de faire ressortir le meilleur de ses amis et collègues.
Randall « Rand » Ridley : père de Reagan, il est l'ancien PDG et cofondateur  de Cognito Inc. Paranoïaque et fortement instable, il a été licencié après avoir presque révélé l’existence du gouvernement de l'ombre. Il vit avec sa fille Reagan, boit de grandes quantités d'alcool et tente de se venger de ses anciens employeurs.

## Distribution

### Voix originales
- Lizzy Caplan : Reagan Ridley
- Christian Slater : Rand Ridley
- Clark Duke : Brett Hand
- Tisha Campbell : Gigi Thompson
- Andy Daly : J.R. Scheimpough
- Chris Diamantopoulos : Robotus
- John DiMaggio : Glenn Dolphman
- Bobby Lee (en) : Dr Andre
- Brett Gelman : Magic Myc

### Voix françaises
- Mélissa Windal : Reagan Ridley
- Philippe Allard : Rand Ridley
- Bernadette Mouzon : Tamiko Ridley
- Antoni Lo Presti : Brett Hand
- Sébastien Hébrant : Dr Andre
- Thierry Janssen : Dr Skullfinger
- Fanny Roy : Gigi
- Michel Hinderyckx : Glenn
- Daniel Nicodème : J.R. Scheimpough
- Frederik Haùgness : Myc
- Nicolas Matthys : Robotus, Rafe Masters, Alpha-Beta
- Pierre Bodson : Grassy Noel Atkinson
- Simon Duprez : Jeff Bezos

## Épisodes

### Partie 1
1. Sans président (Unpresidented)
2. Le Tireur plus vraiment solitaire (Clone Gunman)
3. Le Sang bleu (Blue Bloods)
4. Sexe Machina (Sex Machina)
5. Séquence nostalgie (The Brettfast Club)
6. Mariage à la mode Terre plate (My Big Flat Earth Wedding)
7. Le Protocole Fantôme (Ghost Protocol)
8. Un Buzz peut en cacher un autre (Buzzkill)
9. La Chasse à la taupe (Mole Hunt)
10. Dans la tête de Reagan (Inside Reagan)

### Partie 2
1. Sans complexes au Bohemian Grove (How Reagan Got Her Grove Back)
2. Pluie de sang sur Hollywood (Whoas-Feratu)
3. La jolie colonie de champignons (Reagan & Mychelle's Hive School Reunion)
4. Pape et papouilles (We Found Love in a Popeless Place)
5. Le Brettwork (Brettwork)
6. Rontagion (Rontagion)
7. Projet Reboot (Project Reboot)
8. Appleton (Appleton)

## Production
Inside Job a été présentée comme la première série animée pour adultes produite en interne par Netflix Animation,. Pour commencer, Netflix a commandé une vingtaine d'épisodes,.
Le 8 juin 2022, Netflix a renouvelé la série pour une deuxième saison. Mais l'entreprise reviendra sur sa décision, car le 8 janvier 2023, Shion Takeuchi a déclaré que Netflix avait finalement annulé cette deuxième saison. L'information a été confirmée par un représentant de Netflix.

## Réception
Le site Web agrégateur Rotten Tomatoes rapporte un taux d'approbation de 79 % avec une note moyenne de 7,20/10, basée sur 14 avis. Il n’établit cependant pas de consensus critique.
Pour cnews.fr, la série est une bonne surprise. Elle « jongle avec les théories du complot pour faire rire son audience. Et la mission est tout à fait réussie. ». Le site Numerama quant à lui note que « depuis quelque temps le complotisme est devenu un sujet lourd, fatigant et parfaitement anxiogène ». Selon la rédaction « c’est là qu’intervient le double rôle satirique d’Inside Job ». Le site juge que la qualité première de la série est de faire rire avec le complotisme, c'est pourquoi elle aide à relativiser ces thèses et permet alors de livrer « une dose de légèreté » bienvenue. La rédaction continue en soulignant que « sa deuxième qualité est plus politique ». En effet, « la satire utilise l’humour pour dénoncer. En l’occurrence, Inside Job donne vie aux théories du complot pour mieux exposer leurs contresens et autres inepties qui en font des thèses déconnectées de toute réalité. » En conclusion Numerama établit que « l’humour à l’américaine est certes un peu lourdingue parfois, mais l’ensemble est réjouissant ».